# Katharine Hamnett
Katharine Hamnett, född 16 augusti 1947, i Gravesend, Kent, är en engelsk modedesigner. Hon är mest känd för sina T-shirts med politiska budskap.
År 1975 började hon frilansa som modedesigner i London, Paris, Milano, New York och Hong Kong, tills hon grundade klädmärket Katharine E. Hamnett 1979. Hamnetts överdimensionerade T-shirts med politiska slogans lanserades 1983, och visades av popband som Wham!, där George Michael och Andrew Ridgeley bar vita "CHOOSE LIFE"-tröjor i musikvideon till "Wake Me Up Before You Go-Go".
Den T-shirten dök också upp i Queens video till "Hammer to Fall", buren av Roger Taylor. Taylor bar även Hamnetts "WORLDWIDE NUCLEAR BAN NOW" under Queens historiska framträdande vid den första upplagan av Rock in Rio 1985. Modeller som Naomi Campbell har dykt upp i Hamnetts skjortor med buskapet "USE A CONDOM" och "PEACE". Hamnett såg sina t-shirts som ett sätt att förmedla hennes budskap. "Om du enkelt vill förmedla budskapet, bör du skriva ut det med stora bokstäver på en T-shirt."
Hennes första T-shirt hade sloganen "CHOOSE LIFE", inspirerad av den buddhistiska inställning till livet, och var en kommentar mot krig, död och förstörelse. Hamnett har ett flertal gånger uttalat sig mot den sloganens användning av anti-abortaktivister i USA. Hon skrev på sin hemsida: "Det handlar inte om anti-abortlobbyn, utan om en kvinnas rätt att välja.
Tack vare all mediebevakning hennes tröjor fick, valdes hon 1986 till årets designer av British Fashion Council, året därpå bjöds hon in till Downing Street för att träffa premiärministern. Hamnett var inte en anhängare av den dåvarande premiärministern Margaret Thatcher, och var först ovillig att gå. Men hon bestämde sig för att ta tillfället i akt och göra ett politiskt statement, och få det på bild. USA hade då nyligen placerat ut kontroversiella Pershing II-missiler i Västtyskland.
Hamnett bar vid mötet med Margaret Thatcher en T-shirt med slogan  "58% Don't Want Pershing" ("58 procent vill inte ha Pershing") under en jacka som hon knäppte upp precis innan hon träffade Thatcher.
Bilden skapade stora rubriker dagen efter, och tidningen Vogue kallade det för "ett av de mest ikoniska ögonblicken inom mode".  Katharine Hamnett var även en tidig förespråkare för en hållbar textilindustri.